# ピトケアン諸島の旗
ピトケアン諸島の旗は1984年4月2日に制定された。この旗はブルー・エンサイン（イギリス政府船舶などの旗で、左上部分にユニオンジャックを配した青地の旗）をもととし、右側の青地にピトケアン諸島の紋章が描かれている。
この紋章の盾は、青色の中に黄色で縁どりされた緑色の三角形が下から張り出している模様で、大洋の中の島を表す。緑地の中にはイギリス海軍の武装輸送船バウンティ号の錨と聖書が描かれ、盾の上には兜とマントが、兜の上には手押し車と一輪のミロ（サキシマハマボウ）の花がある。このデザインは島民の多くが、1789年のバウンティ号の反乱で艦長に対し反乱を起こした水兵たちの子孫であることを物語っている。

ピトケアン諸島総督の旗
? 縦横比2:3の別タイプ